# キッザニア東京

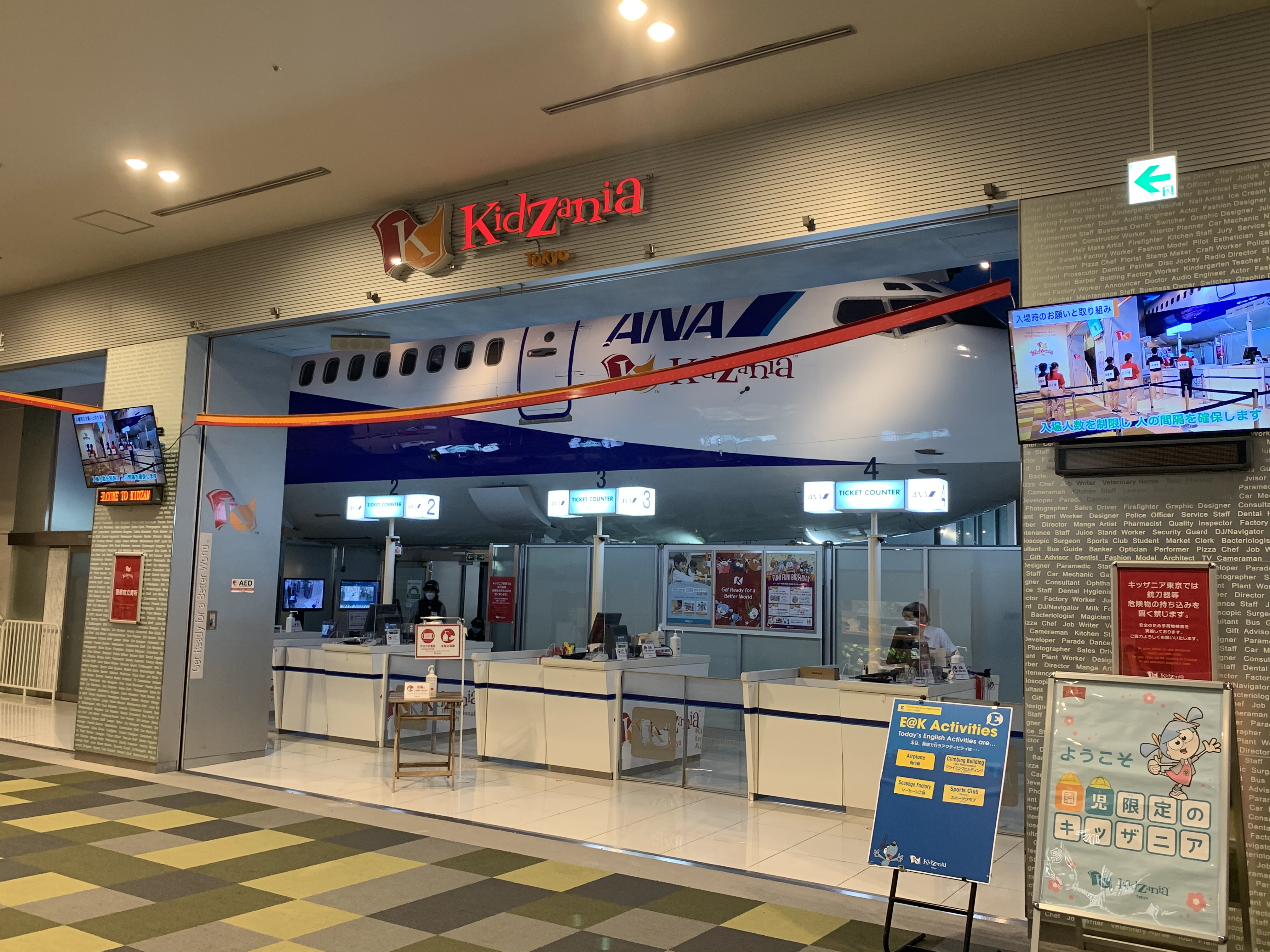
キッザニア東京

キッザニア東京（キッザニアとうきょう、Kidzania Tokyo）は、東京都江東区豊洲二丁目のアーバンドック ららぽーと豊洲内にある、KCJ GROUP株式会社（旧社名 キッズシティージャパン）が運営する体験型商業施設。

## 概要
施設の全てが実際の3分の2スケールで作られており、仕事体験は3歳 - 15歳の子供に限られる。「キッゾ」という園内通貨があり、仕事体験が終わったあと給料として支払われる。
大人は連れて来た子供の同伴のみが可能で、仕事体験はできない。その代わり、施設内にはテレビ・雑誌・インターネットを完備した「保護者ラウンジ」があり、子供を待つことができる。保護者ラウンジに子供が入ることはできないが、宅配便パビリオンのアルバイトを行った場合のみ入る事ができる。
近年は大人を対象としたイベント「大人のキッザニア」が開催されることがある。

## 沿革
- 2006年10月5日 - オープン。
- 2007年度 - グッドデザイン賞金賞（経済産業大臣賞）受賞。

## 施設概要
- 場所：東京都江東区豊洲二丁目4番9号 アーバンドック ららぽーと豊洲内ノースポート（一般客の出入り口は同施設3階部分に存在）
- 運営会社：KCJ GROUP株式会社

## 開園日時
- 開園日：年中無休
- 開園時間：〔1部〕09:00 - 15:00 / 〔2部〕16:00 - 21:00（完全入れ替え制）

※入場料は平日・休日・長期休暇中などによって異なり、当日券（枚数限定）のほか、インターネット・電話で予約することができる。

## パビリオン一覧(約60個)

### 1階
- 空港
  - 提供：全日本空輸
  - 「キッザニア」への入国ゲートとなっている空港では、「キッザニア行き搭乗券」と「トラベラーズチェック」がもらえる。
- ハンバーガーショップ
  - 提供：モスバーガー
  - ハンバーガーショップの店員になっててりやきバーガーを作る。できあがったてりやきバーガーは、自分で食べることができる。
- おもちゃ工場
  - 提供：バンダイ
  - おもちゃ工場スタッフとして、空カプセルをリサイクルした材料を使ってカプセルトイを作る。環境に配慮した商品作りを学び、さまざまな機械を使った製造工程を通して、サステナビリティに興味・関心を持ち、ものづくりの面白さを体験することができる。
- 総合商社
  - 提供：伊藤忠商事
  - 海外のお客さまとやりとりする仕事を通して、グローバルな視点で世界とつながる面白さを体験できる。
- 食品開発センター
  - 提供：ニチレイフーズ
  - 食品開発センターの研究員として、冷凍食品の開発の仕事を行う。身近にある冷凍食品が、どんな風に研究して開発されているのかを調べる。また、スノードライを使って、食べ物を一瞬で冷凍させる体験ができる。
- お菓子工場
  - 提供：森永製菓
  - お菓子職人として、キッザニアオリジナルお菓子をつくる。機械に乗って運ばれてくるお菓子の材料を加工し、箱に詰めて、包装する。自分で作ったお菓子は、持ち帰って食べることができる。
    - 現在はオリジナル「ハイチュウ」を作る内容となっている。
- ぽん酢工房
  - 提供：ミツカン
  - ぽん酢工房スタッフとして、発酵食品の仕組みや食品衛生に関する知識を学びながら、味付けぽん酢を作る。
- 科学研究所
  - 提供：ヤクルト
  - ある博士の研究をたどりながら、研究者になっていろいろな菌を解明していく。
- ベーカリー
  - 提供：ドンク
  - パン職人になってパンを作る。できあがったパンは、自分で食べることができる。
- 消防署
  - 提供：なし
  - 消防隊員になって火事から街を守る。消防士のトレーニングを行った後、防火服に着替えて、消防車で火事の現場へ急行する。炎に包まれた建てものに向けて、放水して消火活動を行う。
- 火災現場
  - 消防隊は、ここで消火活動を行う。
- 劇場
  - 提供：松竹芸能・ゼクシィ・キャサリンコテージ・日本生命
  - 2階立て130席からなる大劇場である。キッザニアで一番大きいパビリオンである。ここでは、演劇やファッションショー、マジックショーが催されている。役者、モデル、マジシャンになって舞台に出ることもできる。
  - ウエディングセレモニーはここから出発し、パーク全体をパレードする。
  - ※このパビリオンは観客席のみ保護者も入ることができる。
- ソフトクリームショップ
  - 提供：日世
  - ソフトクリームショップの店員になってソフトクリームを作る。作ったソフトクリームは、自分で食べることができる。
- 石けん工場
  - 提供：牛乳石鹸共進社
  - 2016年7月オープン。石鹸工場のスタッフとして、「けん化チーム」と「形成チーム」の2つに分かれて、「釜だき製法」による石鹸の製造工程を体験できる。
- マジックスタジオ
  - 提供：なし
  - マジシャンになってマジックショーに出演する。スタジオで、マジックの基本を習って、ミニステージで披露する。街で一番大きい劇場のマジックショーのステージに立つチャンスもある。
- 楽屋
  - 提供：なし
  - 劇場の横にある楽屋には、大道具や小道具が用意されている。舞台に上がる登場人物たちが、本番前の稽古に励んでいる。
- ピザショップ
  - 提供：フォーシーズ（ピザーラ）
  - ピザ職人になって自分だけのオリジナルピザを作る。焼き上がったピザは、自分で食べることができる。
- ソーセージ工房
  - 提供：日本ハム
  - ひき肉とスパイスなどを混ぜ、羊の腸に入れて本格的なソーセージをつくる。
- 警備センター
  - 提供：ALSOK
  - キッゾをパビリオンから警備センターに回収して金庫に保管する業務と、金庫に預かっていたキッゾを警備センターから輸送する業務がある。警棒を使った訓練や掛け声を練習し、責任感を持ってお客さまの大切な財産を守る。
- 警察署・裁判所
  - 提供：IHI
  - 警察署：制服を着て警察官になる。事件現場で聞き込み調査や証拠品を探し、似顔絵を使って事件を解決する。
  - 裁判所：ひとつの事件について、裁判官、弁護士、原告、被告、検事、陪審員のそれぞれの役になって裁判を行う。
- カーデザインスタジオ
  - 提供：三菱自動車工業
  - お店の中には、車が並んでいる。カーデザインスタジオでは、カーモデラーとして自動車のデザインや図面をもとにして、クレイでモデルを作成する。作ったクレイモデルは持ち帰ることができる。
- レンタカー
  - 提供：三菱自動車工業
  - 車を運転したいと思ったら、まず「運転免許試験場」で免許を取る。免許書をもらったら、レンタカー屋で車を借りて、車エリアに向かう。乗った車は、ガソリンスタンドでガソリンを満タンにして返す。
    - 2015年3月3日、コースが新調された。
- 運転免許試験場
  - 提供：三菱自動車工業
  - 車を運転したいと思ったら、まず運転免許試験場に行って、キッザニアの運転免許を取る。道路標識や交通ルール、運転マナーについて勉強をしたら、写真撮影をする。自分の写真が入った運転免許書が発行される。
- カーライフサポートセンター
  - 提供：オートバックスセブン
  - 自動車の整備士になってタイヤやバッテリーの交換をしたり、エンジンを組み立てる。整備をしながら、車の仕組みを勉強する。
- ガソリンスタンド
  - 提供：出光興産
  - 車にガソリンを入れたり、窓を拭いたり、サービススタッフになって働く。「レンタカー」で車に乗ったあとはこのガソリンスタンドで車のガソリンを満タンにしてから車を返すので、連携したジョブになっている。
- 宅配センター
  - 提供：ヤマト運輸
  - 配達員になって、箱を届けたり、荷物を集めて周る。配達の依頼が入ると、配達車に乗って直行する。集めた荷物は、配達先を間違わないように仕分けしていく。
- 銀行
  - 提供：三井住友銀行
  - キッザニアに入ったら、この国のお金、キッゾを手に入れなくてはいけない。銀行では、空港でもらった「トラベラーズチェック」をキッゾに替えることができる。また、口座を作ってキャッシュカードをもらうと、キッゾを預けたり、ATMから引き出したりできる。
- 商店街
  - 提供：三井不動産
  - 3つの店が並ぶ商店街。1つ目の店は花屋、フラワーブーケを作る。2つ目の店はハンコ屋、名前を入れたオリジナルハンコを作る。3つ目の店は画材屋、スケッチブックを作成できる。それぞれ作った物は、持ち帰ることができる。
  - 本施設が入居する三井ショッピングパーク アーバンドック ららぽーと豊洲の開発会社も同社が兼ねて担当（管理・運営は子会社の三井不動産商業マネジメントが担当）[2]。
- サラダショップ
  - 提供：ロック・フィールド
  - 広場に面したサラダショップでサラダシェフとして働き、作ったサラダは味見をすることができる。作り方レシピの持ち帰りも可能。
- 病院
  - 提供：ジョンソン・エンド・ジョンソン
  - 病院の出口[3]。
- ゲーム会社
  - 提供：任天堂
  - ゲームの背景やキャラクターの動き、音楽などの要素を設定し、テストプレイを繰り返しながら自分の考えるゲームを作り上げる。
- デパート
  - 提供：なし
  - 自分で稼いだキッゾでショッピングをする。文房具やアクセサリー。中には、自転車や洋服など、いつかは手に入れたい物も並んでいる。また、店員となってお客さんの注文を聞いたり、商品をディスプレイする店員になることもできる。
- 歯科医院
  - 提供：ライオン
  - カメラを使って口の中を観察し、歯磨きの方法を教えてもらえる。歯について学んだあとは、歯科医や助手になって、人形の患者を診察する。
- 通信会社
  - 提供：au（KDDI）
  - 2020年11月19日オープン[4]。
  - シミュレーターを使って、「5G」基地局を建て、人口カバー率の確認ができる。
- エネルギー会社
  - 提供：東京ガス
  - 電気やお湯といったエネルギーが街のさまざまな場所で使われていることを知り、ガス工事でガスのネットワークを完成させる。
- ビューティースタジオ
  - 提供：KOSE
  - メイクアップやヘアスタイリングの楽しさを体験しながら一人ひとりに合った魅力を引き出す知識や技術を身に付けたり、香りの効果を学びながらお客さまの求めるイメージに合うルームフレグランスを調香したりする。
- おしごと相談センター
  - 提供：リクルートエージェント
  - どんな仕事をしようか迷ったときは、ここおしごと相談センターで相談をする。お勧めのパビリオンを紹介してもらう。もらった推薦状を持って活動した後、感想を書いて戻ると、認定スタンプがもらえる。
- 観光バス
  - 提供：はとバス
  - ユニフォームを着て観光バスのガイドとしてキッザニアの街を紹介する。バスに乗って街を一周したいときは、劇場前広場にあるバス停から観光バスに乗って、街を案内してもらう。
- 独立の泉
  - キッザニアの街に涌く泉。大人の世界からの独立を記念するものとして、「独立の泉」と呼ばれている。
- 地下鉄
  - 提供：東京メトロ
  - 運転手になって有楽町線の運転を行ったり、車両整備員として車両検査を行ったり、線路を交換して安全を保つ。
- コールセンター
  - 提供：ベルシステム24
  - 電話対応における適切な言葉づかいなどを学ぶコミュニケーション研修を受けた後、お客さまの問い合わせや要望に応えるコールセンター業務を体験することができる。
- くつ工場
  - 提供：ムーンスター
  - くつデザイナーとして、タブレットを使ってパーツに色や模様を付け、靴のデザインを開発する。自分でデザインした靴はペーパークラフトとして持ち帰ることができる。
- キッザニアSDGsセンター
  - 提供：なし
  - キッザニア誕生の物語を詳しく知ることができます。その後、「未来を変える！アクションラリー」に挑戦し、未来のために取り組むアクションを宣言する。

### 2階
- 飛行機
  - 提供：全日本空輸
  - パイロットとしてシミュレーターで飛行機を操縦して離着陸を行う。キャビンでは、フライトアテンダントとして乗務し、乗客に機内安全についてのセーフティーデモンストレーション、飛行時間や目的地についてインフライトアナウンスを行い、ミールやドリンクをサービスする。キッザニアへのフライトが体験できる。
- プリント工房
  - 提供：大日本印刷
  - グラフィックデザイナーになって、街のオリジナルポスターを作る。パソコンを使って、写真や絵を貼っていく。刷り上がった大きなポスターは、持ち帰ることができる。
- ミルクハウス
  - 提供：森永乳業
  - ミルクフードマーケターになって、お客さまがよろこぶ乳製品の商品を企画・開発する仕事を行う。乳幼児と保護者が休めるエリアもある。
- メガネショップ
  - 提供：Zoff
  - 生活の中で役立つメガネの知識を学んだあと、サングラスを制作する。持ち帰ることができる。
- 鉛筆工場
  - 提供：三菱鉛筆
  - 鉛筆の製造工程を学び、実際に制作する。持ち帰ることができる。
- 絵の具屋
  - 提供：サクラクレパス
  - 水彩絵の具のチューブに絵の具を充填する作業を行う。好きな5色セットの絵の具を持ち帰ることができる。
- 街時計
  - 提供：セイコー
  - 街全体に時計塔の音が響いている。音楽とともに飛び出してくる鼓笛隊。街時計のからくりのパフォーマーになって、みんなに時を知らせる。
- 病院
  - 提供：ジョンソン・エンド・ジョンソン
  - 医師として手術室で人形を使って内視鏡手術、看護師として新生児室で赤ちゃん人形のお世話、薬剤師として処方せんにあわせたお薬の準備、救命救急士として応急処置をしたり、病気やけがの人を救急車で助ける仕事、の4つの仕事の中から一つを選んで働く。
  - 出口は1階。
  - 看護師と救命救急士は3歳から、医師と薬剤師は5歳から、15歳までに推奨。
- 家電専門店
  - 提供：ノジマ
  - 接客マナーや家電の知識を学んだ後、タブレットを使って、生活に合った家電や家電の色を選ぶコーディネートをする。
- CMスタジオ
  - 提供：ECC
  - 役に合った衣装を着て英語を使ってCMに出演するCMタレントの仕事。撮影した映像はDVDにして持ち帰ることができる。
- 証券会社
  - 提供：大和証券グループ
  - コンサルタントになって、お客様の投資先を調べに行く。調査レポートと結果がもらえる。
- スポーツクラブ
  - 提供：ルネサンス
  - 体を動かしたくなったらスポーツクラブへ。ヨガやエアロビクス、ダンス、テニスなどのレッスンを受けることができる。汗を流してリフレッシュする。
- 出版社
  - 提供：講談社
  - マンガ家になって、雑誌にのせるマンガを仕上げる。できたマンガは雑誌に綴じて持って帰ることができる。
- サッカースタジアム
  - 提供：なし
  - シュートフォームと速度を測定して、シュート力をチェックすることができる。

## パビリオン以外の施設

### 飲食店
支払いは、現金またはクレジットカード、電子マネー他を利用できる。キッザニア専用通貨「キッゾ」は利用できない。
- モスバーガー
  - モスバーガー自慢のできたてハンバーガーが各種揃っているほか、お子様向けの、おもちゃのついたセットもご用意している。
- RF1
  - カレーや麺類などのお食事メニューから、コロッケなどの軽食を販売している。 ペットボトルの飲み物や季節にあわせたフルーツのジュース、スープもご用意している。
- シャウエッセン
  - ニッポンハムの「シャウエッセン」を使ったホットドッグメニューをご用意している。
- ピザーラエクスプレス
  - ピザーラの焼きたてピザが、ワンピースからご注文できる。

### その他
- ナショナルストア
  - キッザニアのオリジナル商品を販売している。ここでしか買えないお土産を豊富に取りそろえている。
- 保護者ラウンジ
  - キッザニアで唯一大人だけが入ることができる施設。ドリンクバーや充電サービスなどがある。
- フォトサービス
  - アクティビティを体験しているこども達を専属のカメラマンが写真撮影している。写真は施設内で購入できる。

## クローズしたパビリオン
- デザイン教室
  - 提供：エプソン
  - アーティストの卵たちが絵の勉強をしている。高さ4mもある壁画にみんなで色を塗って、大きな絵を作っている。立て掛けられた画板に絵を描いたり、シールを作って持ち帰ることもできる。
- 野菜マルシェ
  - 提供：らでぃっしゅぼーや
  - 2014年6月クローズ
  - 畑から直送されてくる野菜を販売する販売員と野菜の品質をチェックする品質検査員の2つの仕事を体験することができた。
- エコショップ
  - 提供：伊藤忠商事
  - 2019年3月24日クローズ[5]
  - 地球環境やエコについて学び、リサイクル廃材を使ってエコグッズを制作する。
- バナナハウス
  - 提供：ドール
  - 2020年3月21日にクローズ[6]。
  - バナナの収穫や品質確認を行ったり収穫したバナナを箱に詰めたりする体験ができた。東京限定のパビリオンで人気があった。
- 料理教室
  - 提供：ABC Cooking Studio
  - 2021年10月4日クローズ[7]
  - 料理の作り方を勉強する。材料について学んだら、調理をしていく。できた料理は、自分で食べることができる。
- ビバレッジサービスセンター
  - 提供：サントリー
  - 2022年8月31日クローズ[8]
  - ベンディングオペレーターとして、自動販売機の仕組みを学び、販売計画に基づいて商品の入れ替えや補充を行い、それに合わせてサンプルディスプレイや販売促進用のポスターを切り替える。
- ファッションブティック
  - 提供：ワールド
  - 2016年6月クローズ
  - ファッションデザイナーになって、オリジナルTシャツを作る。また、ファッションモデルになってウォーキングの練習をした後、ドレスに着替え、メイクアップする。劇場のステージで行われるファッションショーに出ることができる。
- 住宅建設現場
  - 提供：大和ハウス工業
  - 2021年10月4日クローズ[9]
  - インテリアプランナーになって部屋をデザインする。パソコンを使って、壁の色を決めたり、家具選んでいく。プランした後は、実際に家具をアレンジして、自分のプランした部屋を作ることができる。
- 理容店
  - 提供：貝印
  - 2016年10月5日クローズ
  - たくさん並んだヒゲカタログから好きなヒゲを選んでつけてもらう。つけたヒゲは、キッザニアを出るときに剃ってもらう。尚、剃る時に使う道具は本物ではない。
- ジューススタンド
  - 提供：ロック・フィールド
  - 2015年6月24日クローズ
  - ジューススタンドの店員になって野菜や果物のジュースを作る。ミキサーを使って作ったオリジナルフレッシュジュースは、自分で飲むことができた。
- 新聞社
  - 提供：朝日新聞社
  - 2022年10月4日クローズ[10]
  - 企画会議をした後、新聞記者として取材に出かける。記事を書き上げて、自分の写真と書いた記事が載ったキッザニア新聞を印刷する。
- フォトスタジオ
  - 提供：ソニースタイル・ジャパン
  - 2015年9月クローズ
  - カメラマンになって、街の中の素敵な瞬間を撮影する。舞台で踊る素敵なダンサーを撮影したり、お菓子職人を撮影したりなど。刷り上がった写真は、キッザニアを訪れた記念に持ち帰ることができる。
- 携帯電話ショップ
  - 提供：NTTドコモ
  - 2017年5月14日クローズ[11]
  - 携帯電話を借りることができる。通話はもちろん、街で行われている演劇やファッションショーのお知らせを見ることもできる。また、様々なアクティビティに役立つ秘密の情報を受け取ることもできる。
- ロボット研究開発センター
  - 提供：NTTドコモ
  - 2020年3月26日クローズ[12]
  - ロボットプログラマーとして、タブレットを使ってロボットが話す言葉や動きをプログラミングする仕事をする。
- トラベルセンター
  - 提供：JTB
  - 2021年10月31日クローズ[13]
  - トラベルプランナーになって、旅行を計画する。行き先の国について調べて、旅のルートや泊まるホテル、レストランを選び、旅のプランを練っていく。パソコンを使用して、プランのチラシなども作る。
- ビューティーサロン
  - 提供：資生堂
  - 2021年10月31日クローズ[14]
  - スキンケア・メイクアップ・ネイルアート・ヘアメイクの4つのサービスを受けることができる。また、ビューティアーティストになって、スタイルアレンジをすることができる。
- ウルバノハウス
  - 提供：なし
  - 協力：サンウエーブ工業（キッチン設備）、森永乳業
  - 2016年6月クローズ。
  - キッザニアのキャラクターであるウルバノの家である。リビングに並んだたくさんの絵本を読んだり、おもちゃで遊んだり。キッチンでは料理をして遊ぶ。ベッドルームや、お風呂もある。
  - ※このパビリオンは、保護者も入ることができる。
- 動物病院
  - 提供：ロイヤルカナン ジャポン
  - 2019年5月6日クローズ[15]
  - 獣医師として「病気の動物の手術」「病気の動物の診察」、動物看護師「入院している動物の管理」の3つの仕事の中から一つを選んで働く。
  - 3～15歳に推奨、ただし獣医師は5歳～。
- 音楽スタジオ
  - 提供：石丸電機
  - 楽器を演奏して音楽をつくったり、レコーディングエンジニアとしてミュージッククリップの制作に携わる。
- ボトリング工場
  - 提供：日本コカ・コーラ株式会社
  - 清涼飲料のボトル詰めという仕事を行います。自分が作った清涼飲料は、パビリオンの外で飲むことができる。
- テレビ局
  - 提供：テレビ東京
  - テレビ番組を制作するための様々な役割、アナウンサーやカメラマン、スイッチャーやメイク係などに分かれて、協力しあいながらテレビ番組を作る。リハーサルの後、本番を行い、本番の様子は収録する。また、8月期間中には同局系で放送されたテレビアニメ『マジンボーン』とのコラボ企画にてアフレコ体験実施キャンペーンを行った。
- 幼稚園
  - 提供：株式会社リソー教育
  - 幼稚園の先生として小さなこども達と一緒に、遊ぶことができる。
- ビジネススクール
  - 大和証券株式会社
  - わかりやすくビジネスのお勉強を一緒にする。社会のマナーやルールを学べるスクール。
- ラジオ局
  - 提供：J-WAVE
  - 2024年9月30日クローズ予定。
  - 街角から聞こえてくるキッザニアヒットチャートや街のニュース。発信しているのは、キッザニアラジオ局である。原稿を読みあげるディスクジョッキーや台本を見ながら指示を出すディレクターになってラジオ番組を放送する。
- クライミングビルディング
  - 提供：ジャパンベストレスキューシステム
  - 2024年10月4日クローズ予定。
  - ビルクライミングを体験できる。命綱をつけて、ビルについたレンガをたどっていきながら2階を目指す。また、ビルの窓のクリーニングやメンテナンスをして働くこともできる。
  - 6～15歳に推奨、ただし身長120cm以上
- 電子マネーセンター
  - 提供：JCB
  - 2024年10月4日、e-kidzoカードの使用終了に伴いクローズ予定。
  - キッザニアでは、キッゾという紙幣の他にe-kidzo（イーキッゾ）を使うことができる。e-kidzoを使いたいときは、電子マネーセンターでカードを作る。e-kidzoを入れたカードを使って買い物をすることができる。
- 発明工房
  - 提供：リソー教育
  - 発明家になって、「よく飛ぶ飛行機を作るにはどうしたら良いか」といいう依頼を受け、厚紙で飛行機の模型を作り実験を繰り返してレポートをまとめる。

## テレビ番組
- 日経スペシャル ガイアの夜明け オトナ心をつかめ～少子化時代の子供ビジネス～（2006年11月28日、テレビ東京）[16]。